# 名栗村
名栗村（なぐりむら）は、埼玉県の南西部に位置していた入間郡の村。当初は秩父郡所属であった 。2005年1月1日に飯能市に編入合併されたため廃止された。

## 地理

### 隣接していた自治体
- 埼玉県
  - 飯能市
  - 秩父市
  - 秩父郡：横瀬町
- 東京都
  - 青梅市
  - 西多摩郡：奥多摩町

## 歴史
- 1889年（明治22年）4月1日 - 町村制施行に伴い、秩父郡上名栗村・下名栗村が合併し、秩父郡名栗村が発足。
- 1921年（大正10年）7月1日 - 秩父郡から入間郡へ移行。
- 2005年（平成17年）1月1日 - 飯能市に編入合併。

## 村長
- 平沼弥太郎（1931年 - ）

## 地域

### 教育
中学校
- 名栗村立名栗中学校

小学校
- 名栗村立名栗小学校

## 交通

### 鉄道
村内に鉄道路線は存在しなかった。
かつて1927年に武甲鉄道が名栗村-飯能町間の鉄道敷設免許を取得し、さらに1928年名栗村-秩父町間の鉄道敷設免許を取得した武甲電気鉄道がその免許を譲受したが実現することはなく1932年に失効となった

### バス
- 国際興業バス（飯能営業所管轄）
  - 飯能駅 - 東飯能駅 - 原市場 - 久林 - 川又 - （さわらびの湯） - 名栗車庫 - 名郷 - 湯の沢
  - 飯能駅 - 東飯能駅 - 原市場 - 久林 - 川又 - （さわらびの湯） - 名栗車庫 - 名郷
  - 飯能駅 - 東飯能駅 - 原市場 - 久林 - 川又 - （さわらびの湯） - 名栗車庫
  - 名栗車庫 → 名郷 → 湯の沢

### 道路
- 県道
  - 埼玉県道53号青梅秩父線
  - 埼玉県道70号飯能下名栗線
  - 埼玉県道73号秩父上名栗線
  - 埼玉県道395号南川上名栗線

## 観光スポット等
- 名栗湖
- 名栗温泉
- 名栗川橋（土木学会選奨土木遺産）
- 村営日帰り温泉 さわらびの湯
- 白雲山 鳥居観音
- 名栗げんきプラザ

## 関連文献
- 「上名栗村」『新編武蔵風土記稿』 巻ノ247秩父郡ノ3、内務省地理局、1884年6月。NDLJP:764013/32。
- 「下名栗村」『新編武蔵風土記稿』 巻ノ247秩父郡ノ3、内務省地理局、1884年6月。NDLJP:764013/36。